# Seznam čtvrtí v Tel Avivu

Čtvrtí v Tel Avivu

Toto je seznam čtvrtí v Tel Avivu:

## Oficiální správní dělení
Pro účely statistické, správní a demografické je Tel Aviv rozdělen na devět čtvrtí. Jde o velké a zčásti umělé územní jednotky:
- Rova 1 (severozápad města)
- Rova 2 (severovýchod města)
- Rova 3 (severozápadní část centra)
- Rova 4 (severovýchodní část centra)
- Rova 5 (jihozápadní část centra)
- Rova 6 (jihovýchodní část centra)
- Rova 7 (Jaffa a okolí)
- Rova 8 (jih města)
- Rova 9 (jihovýchod a východ města)

## Samosprávné dělení
Pro účely samosprávné, lokální iniciativy a aktivismu, byl Tel Aviv zatím rozdělen na sedm čtvrtí (přičemž část území města do tohoto systému nespadá). Jde rovněž o velké a zčásti umělé územní jednotky. Částečně se překrývají s výše uvedenými správními jednotkami. Dělí se pak na menší podčásti, které mají většinou ráz kompaktnějších a specifičtějších urbanistických souborů.
Rova Cafon Ma'arav (překryv se čtvrtí Rova 1)
- podčásti Azorej Chen, Afeka, Gimel ha-Chadaša, ha-Guš ha-Gadol, Kochav ha-Cafon, Lamed, Ramat Aviv (respektive její dílčí části Neve Avivim, Ramat Aviv Bet, Ramat Aviv Gimel, Ramat Aviv ha-Chadaša a Ramat Aviv ha-Jaroka), ráz samostatné čtvrti má i nový obytný komplex Migdalej Ne'eman za severním okrajem města a charakter specifického urbanistického okrsku má také zdejší Telavivská univerzita situovaná na rozsáhlém pozemku stejně jako muzejní areál Kirjat ha-Muze'onim

Rova Cafon Mizrach (překryv se čtvrtí Rova 2)
- podčásti Ganej Cahala, Hadar Josef, ha-Mištala, Ma'oz Aviv, Ne'ot Afeka Alef, Ne'ot Afeka Bet (+ podčást Giv'at ha-Perachim), Neve Dan, Neve Šaret, Cahala, Kirjat Ša'ul, Revivim, Ramot Cahala, Ramat ha-Chajal-Jisgav, Tel Baruch Darom, Tel Baruch Cafon + ráz samostatné čtvrti má i průmyslová zóna Kirjat Atidim a hřbitov Kirjat Ša'ul

Rova Bnej Dan (zahrnuje čtvrtě Rova 3 a Rova 4)
- podčásti Bavli (s podčástí Giv'at Amal Bet), Park Cameret (pracovní název Migdalej U), Cafon Chadaš Darom, Cafon Chadaš Merkaz, Cafon Chadaš Cafon, Cafon Jašan Darom Mizrach, Cafon Jašan Darom Ma'arav, Cafon Jašan Merkaz, Cafon Jašan Cafon

Rova Lev ha-Ir (zahrnuje čtvrtě Rova 5 a Rova 6)
- podčásti ha-Kirja, Kerem ha-Tejmanim, Lev ha-Ir Darom, Lev ha-Ir Merkaz, Lev ha-Ir Cafon, Lincoln, Montefiore (včetně podčásti ha-Rakevet), Neve Cedek (včetně pobřežního pásu Menašija) a Šabazi

Rova Darom (překryv se čtvrtí Rova 8)
- podčásti Neve Ofer, Neve Ša'anan, Florentin, Kirjat Šalom, Šapira

Rova Darom Mizrach (tvoří část čtvrti Rova 9)
- podčásti Šchunat Hatikva (včetně podčásti Bejt Ja'akov), Jedidja, Neve Kfir, Kfar Šalem, Livne, Neve Eli'ezer, Neve Barbur, Neve Chen, Neve Cahal, Nir Aviv, Šchunat Ezra a ha-Argazim

Rova Mizrach (tvoří část čtvrti Rova 9)
- podčásti Bicaron, Jad Elijahu, Nachlat Jicchak, Ramat ha-Tajasim, Ramat Jisra'el, Tel Chajim

Do tohoto samosprávného systému není zahrnuta Jaffa s okolím, kde se nacházejí další menší urbanistické soubory jako Adžami, Giv'at Alija, Neve Golan (neboli Jafo Gimel), Šikunej Chisachon, Cahalon, Dakar, Giv'at ha-Temarim (neboli Jafo Dalet) nebo Giv'at Herzl.